# Попов, Анатолий Фёдорович (химик)
Анатолий Федорович Попов (род. 14 марта 1937) — советский и украинский химик, академик Национальной академии наук Украины, Заслуженный деятель науки и техники Украины, Лауреат Государственной премии Украины в области науки и техники. Директор Института физико-органической химии и углехимии им. Л. М. Литвиненко.

## Биография
Родился 14 марта 1937 в деревне Ламская. Окончил Харьковский государственный университет в 1959 г. С 1967 г. кандидат химических наук, с 1984 доктор химических наук, профессор по специальности «органическая химия» с 1988 г. С 1976 г. — заместитель директора института физико-органической химии и углехимии им. Л. М. Литвиненко НАНУ, с 1980 г. — заведующий отделом химии молекулярных комплексов института, с 1983 г. — директор института. Ведёт преподавательскую деятельность — с 1991 по 2001 был заведующим кафедры биохимии Донецкого национального университета.

## Научная деятельность
Круг научных интересов: теория механизмов реакций нуклеофильного замещения, разработка проблемы «реакционная способность-структура». Автор более 500 научных публикаций.

## Награды
- Орден «Знак Почёта» (1987).
- Лучший изобретатель АН УССР (1982).
- Лауреат Государственной премии Украины в области науки и техники (1993).
- Премия НАН Украины имени А. И. Бродского

## Ссылка
- Библиотека Науки и Техники. Архивная копия от 20 июня 2012 на Wayback Machine  (недоступная ссылка) Проверено 9 сентября 2017.